# Izidor Kršnjavi
Izidor Kršnjavi (Našice, 22 aprile 1845 – Zagabria, 3 febbraio 1927) è stato un pittore, storico dell'arte, politico, traduttore, poeta e scrittore croato.

## Biografia
Ebbe le sue prime lezioni di arte a Osijek, ove studiò con Hugo Conrad von Hötzendorf. Si trasferì quindi a Vienna per studiare filosofia e storia dell'arte. Nello stesso tempo, collaborava a riviste croate con articoli di estetica e di filosofia. In seguitò studio all'Accademia delle belle arti di Monaco di Baviera e visse in Italia dal 1872 al 1877, dedicandosi a copie dei grandi maestri.
Con l'aiuto di Josip Juraj Strossmayer, che incontrò a Roma, divenne professore di archeologia e storia dell'arte all'Università di Zagabria. L'anno successivo fu tra i fondatori della Società artistica (Društva umjetnosti), di cui sarà per molti anni il segretario e portavoce. Fu anche il primo direttore della Galleria Strossmayer di Antichi Maestri e uno dei fondatori del Museo di arti e mestieri di Zagabria.
Nel 1884 entrò in conflitto con Strossmayer e la sua corrente e aderì al Partito del Popolo filomagiaro, con cui venne eletto al Parlamento croato fra il 1884 e il 1887. Dal 1887 al 1891 studiò giurisprudenza e divenne ministro dell'istruzione e degli affari religiosi nell'amministrazione del bano Károly Khuen-Héderváry. Durante il suo mandato, istituì diverse scuole, fra cui una per i sordomuti, introdusse l'educazione fisica nelle scuole e contribuì all'unificazione del sistema scolastico. Dovette lasciare il ministero nel 1897, dopo una protesta in cui aveva bruciato la bandiera ungherese. Tornò all'università e, nel 1906, aderì al Partito dei Diritti. Poco tempo dopo, tornò a dipingere.
Oltre ad essere pittore e critico d'arte, tradusse anche la Divina Commedia in croato, e fu autore di poesie, resoconti di viaggio e due romanzi.
Figura come personaggio nel film croato Kontesa Dora del 1993, interpretato dall'attore Relja Bašić.